# Esteban Huertas
Esteban Huertas López, né en Colombie en 1876 et mort au Panamá en 1943, est un militaire qui joua un rôle important dans la révolution panaméenne.

## Biographie
Esteban Huertas fut un soldat très précoce : à 8 ans, alors que l'armée passait près de sa maison, il court la rejoindre. A quatorze ans, il est nommé sergent de deuxième classe et a déjà de nombreuses décorations pour son courage au combat.
Il perd son bras gauche pendant la guerre civile, tandis qu'il tire un coup de canon ; il porte depuis lors une prothèse en bois. Pour sa bravoure, il est nommé général à vingt-six ans en 1902 et envoyé au Panamá, où la situation est instable.
Ses opposants connaissent son amour pour le Panamá. En effet, il avait épousé la fille d'un éminent marchand panaméen et avait eu un enfant avec elle. Les conspirateurs font alors courir des rumeurs selon lesquels Huertas aurait été dégradé et renvoyé en Colombie. Sous ce prétexte, le groupe indépendantiste Amador Guerrero tente de le convaincre de le rejoindre. Afin de mieux soutenir la révolution panaméenne, il abandonne ses fonctions dans l'armée colombienne.
En 1903, il joue un rôle majeur dans la capture des généraux Tabar et Amaya, une action décisive pour le triomphe du mouvement révolutionnaire. Il reçut une petite fortune pour sa participation à la révolution qui a libéré le Panamá.